# The Sun Rises in the East
The Sun Rises in the East – pierwszy solowy album amerykańskiego rapera Jeru the Damaja.

## Lista utworów
1. „Intro (Life)” – 0:50
2. „D. Original” – 3:36
3. „Brooklyn Took It” – 3:24
4. „Perverted Monks in tha House (Skit)” – 1:15
5. „Mental Stamina” – 2:21
6. „Da Bitchez” – 3:52
7. „You Can’t Stop the Prophet” – 3:53
8. „Perverted Monks in tha House (Theme)” – 1:02
9. „Ain’t the Devil Happy” – 3:45
10. „My Mind Spray” – 3:45
11. „Come Clean” – 4:57
12. „Jungle Music” – 3:51
13. „Statik” – 3:07